# Prosymnus cribripennis
Prosymnus cribripennis là một loài bọ cánh cứng trong họ Cleridae. Loài này được Laporte de Castelnau miêu tả khoa học năm 1836.